# Loose Mini DVD
Loose Mini DVD è il primo DVD di Nelly Furtado.
Il DVD è stato pubblicato dalla Universal Music Group il 22 agosto 2007,solamente in Germania. Il DVD contiene i video musicali di 5 singoli estratti da Loose e uno da Folklore. Contiene anche il "dietro le quinte" di Say It Right e la première ufficiale del settimo singolo In God's Hands,diretto da Jesse Dylan.

## Fatti
- La copertina è stata disegnata da Gravillis Inc. ed è identica a quella dell'album Loose.

Gli unici cambiamenti sono lo sfondo che cambia di colore dal rosso al giallo, e che appare l'altra parte del corpo della cantante.
- Il DVD non è entrato nelle chart, neanche in Germania
- Molti dei video musicali sono diretti da Anthony Mandler, Little X e Sophie Muller

## Video
| #  | Titolo                              | Direttore                  | Durata |
| -- | ----------------------------------- | -------------------------- | ------ |
| 1. | "In God's Hands"                    | Jesse Dylan                | 4:12   |
| 2. | "Maneater"                          | Anthony Mandler            | 5:13   |
| 3. | "Promiscuous" (featuring Timbaland) | Little X                   | 4:01   |
| 4. | "All Good Things (Come to an End)"  | Israel Lugo & Gabriel Coss | 3:46   |
| 5. | "Say It Right"                      | Rankin & Chris             | 4:02   |
| 6. | "Try"                               | Sophie Muller              | 4:38   |